# Liste des évêques et archevêques de Milan
Pour un article plus général, voir Archidiocèse de Milan.
Le diocèse de Milan fut fondé dès le IIIe siècle, et élevé au rang d'archidiocèse au VIIIe siècle. Il s’agit aujourd'hui du plus important diocèse d'Italie. L'archevêque de Milan est l'évêque métropolitain des diocèses suffragants de Bergame, Brescia, Côme, Crema, Crémone, Lodi, Mantoue, Pavie et Vigevano. Parmi les archevêques de Milan, nombreux sont ceux qui ont joué un rôle important dans l'histoire de l'Église catholique et plusieurs furent élus papes.

## Liste des évêques de Milan

### IIIesiècle
- Saint Anatole « 1er évêque de Milan » (début du IIIe siècle)
- Saint Caio
- Saint Castriziano
- Saint Calimero

### IVesiècle
- fin IIIe siècle-début IVe siècle : Saint Mona
- ?-? : saint Mirocle († 316)
- 316-328 : saint Materne
- 328-344 : saint Protaso
- 344-349 : saint Eustorge
- 349-355 : saint Dionigi, évêque déposé en 355 († 360)
- 355-374 : Auxence, évêque arien
- 374-397 : saint Ambroise
- 397-400 : saint Simplicien

### Vesiècle
- 400-408 : saint Venerio
- 408-423 : saint Marolo
- 423-435 : saint Martiniano
- 435-440 : saint Glicerio
- 440-449 : saint Lazzaro
- 449-462 : saint Eusèbe
- 462-465 : saint Geronzio
- 465-472 : saint Benigno
- 472-475 : saint Sénateur de Milan
- 475-490 : saint Teodoro I
- 490-511 : saint Lorenzo I

### VIesiècle
- 512-518 : saint Eustorge II
- 518-530 : Saint Magnus
- 530-552 : saint Dacien
- 552-556 : Saint Vitale
- 556-560 : Saint Ausano
- 560-571 : Saint Onorato. En 569, quand les Lombards occupent Milan, il se réfugie à Gênes
- 571-573 : Fronton (it), en exil à Gênes
- 573-593 : Lorenzo II, en exil à Gênes
- 593-600 : Costanzo (it), en exil à Gênes

### VIIesiècle
- 600-628 : Deusdedit (it), en exil à Gênes
- 629-639 : Asterio, en exil à Gênes
- 639-641 : Forte (it), en exil à Gênes
- 641-669 : saint Giovanni Buono, retourne à Milan en 659
- 669-671 : saint Antonino
- 671-671 : saint Mauricillo, évêque pendant seulement 4 mois en 671
- 672-676 : saint Ampelio
- 676-685 : saint Mansueto
- 685-732 : saint Benedetto

## Liste des archevêques de Milan

### VIIIesiècle
- 732-746 : Teodoro II (it) ; à partir de Théodore II, les évêques Milan deviennent archevêques ; il n'est pas exclu que ce titre ait pu être donné à son prédécesseur saint Benedetto.
- 750-751 : saint Natale
- ?-? : Arifredo (it)
- ?-? : Stabile
- ?-? : Leto Marcellino
- 755-783 : Tomaso Grassi
- 783-803 : Pietro I Oldrati

### IXesiècle
- 803-813 : Odelperto
- 813-818 : Anselmo I
- 818-822 : Bon (it)
- 822-823 : Angilberto I
- 824-859 : Angilberto II
- 860-868 : Tadone
- 868-881 : Ansperto ; pendant son épiscopat, pour la première fois, l'église de Milan fut appelée Chiesa ambrosiana (église ambrosienne).
- 882-896 : Anselmo II
- 896-899 : Landolfo I
- 899-906 : Andrea (da Canziano)

### Xesiècle
- 906-918 : Aicone
- 918-921 : Garimberto (o Varimperto)
- 921-931 : Lamperto
- 931-936 : Ilduino
- 936-948 : Arderico
- 948-948 : Manasse († 961)
- 948-953 : Adelmanno
- 953-970 : Valperto de Medicis
- 970-974 : Arnolfo I
- 974-979 : Gotifredo
- 979-998 : Landolfo II Carcano, comte-archevêque ;
- 998-1018 : Arnolfo II , comte-archevêque.

### XIesiècle
- 1018-1045 : Aribert d'Intimiano
- 1045-1071 : Guy de Velate, ennemi de la réforme grégorienne
- 1072-1085 : Atton (en), archevêque « impuissant », cardinal (il est le premier des archevêques milanais à porter la pourpre cardinalice) du parti de la réforme grégorienne
- 1072-1075 : Gotofredo da Castiglione Olona (en), archevêque « usurpateur », ennemi de la réforme grégorienne
- 1076-1085 : Tedaldo Castiglione, archevêque « usurpateur » et « schismatique » à partir de 1076, ennemi de la réforme grégorienne
- 1086-1093 : Anselmo III da Rho (en), initialement ennemi de la réforme grégorienne au nom de la « tradition ambrosienne », en 1088 il se réconcilie avec le pape Urbain II
- 1093-1097 : Arnulf III da porta Orientale (en)
- 1097-1101 : Anselmo IV da Bovisio (en), comte-archevêque « croisé ».

### XIIesiècle
- 1102-1112 : Pietro II Grosolano († 1117), archevêque "contestataire" du parti du prêtre Liprando et déposé en 1112
- 1112-1120 : Giordano da Clivio
- 1120-1126 : Olrico da Corte
- 1126-1135 : Anselmo V della Pusterla († 1136) archevêque "contestataire" et "déposé" par saint Bernard
- 1135-1145 : Robaldo
- 1146-1166 : Umberto I da Pirovano En 1162, Milan fut détruite par Frédéric Ier Barberousse
- 1166-1176 : Saint Galdino della Sala, cardinal
- 1176-1185 : Algisio da Pirovano
- 1185-1187 : Uberto Crivelli, cardinal, devient Pape sous le nom d'Urbain III (1185-1187). Le Pape continua à assumer la responsabilité du siège milanais.
- 1187-1195 : Milone da Cardano
- 1195-1196 : Oberto da Terzago, archevêque seulement pendant 9 mois
- 1196-1206 : Filippo da Lampugnano († 1207), archevêque démissionné par Innocent III

### XIIIesiècle
- 1206-1211 : Uberto da Pirovano, cardinal
- 1211-1211 : Gerardo da Sessa, cardinal, archevêque seulement pendant 6 mois
- 1213-1230 : Enrico da Settala
- 1230-1241 : Guglielmo da Rizolio
- 1241-1257 : Leone da Perego, archevêque “contestataire”, mais dans les dernières années de son épiscopat il fut contraint de quitter Milan. Le siège milanais resta vacant pendant 5 ans.
- 1262-1295 : Otton Visconti, seigneur de Milan à partir de 1277, qui fut le fondateur de la dynastie des Visconti.
- 1295-1296 : Ruffino da Frisseto, archevêque “absent”
- 1296-1308 : Francesco da Parma, archevêque “contestataire" qui fut contraint de quitter  Milan pendant les dernières années de son épiscopat.

### XIVesiècle
- 1308-1317 : Cassone della Torre († 1319), archevêque démissionnaire à cause de l'hostilité des Visconti
- 1317-1339 : Aicardo Antimiani, archevêque "impuissant", à cause de l'hostilité des Visconti
- 1339-1354 : Jean Visconti, seigneur de Milan à partir de 1339. Il fut seulement reconnu comme archevêque par Clément VI en 1342.
- 1354-1361 : Roberto Visconti
- 1361-1369 : Guglielmo da Pusterla (1369/1371), archevêque "absent" au service de la papauté.
- 1369-1376 : Simone da Borsano (1369/1371, † 1381), archevêque "absent" au service de la papauté. Nommé cardinal en 1376, il renonça au siège de Milan.
- 1376-1401 : Antonio da Saluzzo

### XVesiècle
- 1402-1409 : Pietro Filargo da Candia, cardinal, élu pape en 1409. Il prit le nom d'Alexandre V (1409-1410) « premier pape d'obédience pisane. » Comme tous les papes d'Avignon et les papes de Pise de cette époque, il est aujourd'hui considéré par l'Église catholique romaine comme un antipape.
- 1409-1414 : Francesco Creppa, archevêque impuissant à cause de l'opposition du chapitre de la cathédrale, des Visconti et de Facino Cane
- 1414-1433 : Bartolomeo della Capra (it), archevêque « quasi toujours absent » parce qu'il reçut des missions diplomatiques sur le plan européen et parce qu'il participa au concile de Constance (1414-1418) et au concile de Bâle (1432-1433), où il mourut. Le siège milanais resta vacant pendant deux ans.
- 1435-1443 : Francesco Piccolpasso
- 1443-1450 : Enrico Rampini, cardinal
- 1450-1453 : Giovanni II Visconti
- 1453-1454 : Niccolò Amidani
- 1454-1454 : Timoteo Maffeo, († 1470) chanoine régulier du Latran, après plusieurs mois de gouvernement renonça par humilité à l'épiscopat milanais.
- 1454-1457 : Carlo Gabriele Sforza
- 1457-1461 : Carlo da Forlì
- 1461-1484 : Stefano Nardini
- 1484-1488 : Giovanni Arcimboldi, cardinal, archevêque « toujours absent » au service de la papauté
- 1489-1497 : Guidantonio Arcimboldi, archevêque « souvent absent » au service de la papauté
- 1497-1519 : Hippolyte Ier d'Este († 1520), cardinal, archevêque « rarement résident », il renonça à la faveur de son neveu Hippolyte II d’Este

### XVIesiècle
- 1519-1550 : Hippolyte II d’Este (1519-1550, 1558-1559, † 1572), cardinal, archevêque « jamais résident », trois fois « démissionnaire avec droit de recours »
- 1550-1555 : Giovannangelo Arcimboldi (it)
- 1556-1558 : Filippo Archinto (en), archevêque « impuissant »
- 1559-1560 : Giovanni Angelo Medici, cardinal et pape avec le nom de Pie IV (1559-1565)
- 1560-1584 : saint Charles Borromée, cardinal
- 1584-1595 : Gaspare Visconti (it)
- 1595-1631 : Federico Borromeo, cardinal

### XVIIesiècle
- 1632-1650 : Cesare Monti, cardinal. Le siège milanais resta vacant pendant 2 ans.
- 1652-1679 : Alfonso Litta, cardinal. Le siège milanais resta vacant pendant 2 ans.
- 1681-1693 : Federico Visconti, cardinal
- 1693-1699 : Federico Caccia, cardinal
- 1699-1712 : Giuseppe Archinto, cardinal

### XVIIIesiècle
- 1712-1737 : Benedetto Odescalchi-Erba, cardinal († 1740), il démissionna pour raison de santé.
- 1737-1742 :  Gaetano Stampa, cardinal
- 1743-1783 : Giuseppe Pozzobonelli, cardinal
- 1783-1801 : Filippo Maria Visconti (archevêque) (it)

### XIXesiècle
- 1802-1810 : Giovanni Battista Caprara, cardinal, archevêque jusqu'à ce qu'il soit au service de la papauté
- 1810-1818 : Carlo Sozzi, vicaire capitolien "siège vacant" († 1824)
- 1818-1846 : Carlo Gaetano von Gaisruck, cardinal, « prélat général » de l'ordre de la Couronne de fer
- 1847-1859 : Carlo Bartolomeo Romilli, « prélat général » de l'ordre de la Couronne de fer
- 1859-1867 : Paolo Angelo Ballerini, († 1897) archevêque impuissant[1], puis élu patriarche latin d'Alexandrie d'Égypte (1867-1897).
- 1867-1893 : Luigi Nazari di Calabiana
- 1894-1921 : bienheureux Andrea Carlo Ferrari, cardinal

### XXesiècle
- 1921-1922 : Achille Ratti, cardinal, archevêque pendant 6 mois. Il fut élu pape sous le nom de Pie XI († 1939)
- 1922-1929 : Eugenio Tosi, cardinal
- 1929-1954 : bienheureux Alfredo Ildefonso Schuster, cardinal
- 1954-1963 : saint Giovanni Battista Montini, cardinal. Élu pape sous le nom de Paul VI (+1978)
- 1963-1979 : Giovanni Colombo, cardinal († 20 mai 1992). Il démissionna en 1979 ayant atteint la limite d'âge.
- 1979-2002 : Carlo Maria Martini, cardinal († 31 août 2012). Il démissionna en 2002 ayant atteint la limite d'âge.

### XXIesiècle
- 2002-2011 : Dionigi Tettamanzi, cardinal. Il démissionne en 2011 pour raison d'âge.
- 2011-2017 : Angelo Scola, cardinal.
- depuis 2017 : Mario Delpini